# Machmud Umarov
Machmud Bedalovič Umarov (in russo Махмуд Бедалович Умаров?; Alma-Ata, 10 settembre 1924 – 25 dicembre 1961) è stato un tiratore a segno sovietico.

## Palmarès

### Olimpiadi
- 2 medaglie:
  - 2 argenti (Melbourne 1956 nella pistola 50 metri; Roma 1960 nella pistola 50 metri)